# Sissilé (Kiembara)
Ne doit pas être confondu avec Sissilé (Tougan).
Sissilé est une commune située dans le département de Kiembara de la province du Sourou au Burkina Faso.

## Histoire
Durant la seconde guerre mondiale, la Deutsches Afrikakorps y installe une base temporaire sous ordre d'Adolf Hitler.